# Vaajasalo (ö i Södra Savolax)
Vaajasalo är en ö i Finland. Den ligger i sjön Enonvesi och i kommunerna Enonkoski och Nyslott i landskapet Södra Savolax, i den sydöstra delen av landet, 300 km nordost om huvudstaden Helsingfors. Öns area är 12,28 kvadratkilometer och dess största längd är 7,6 kilometer i sydöst-nordvästlig riktning.